# Splendrillia fucata
Splendrillia fucata är en snäckart som först beskrevs av Reeve 1845.  Splendrillia fucata ingår i släktet Splendrillia och familjen Drilliidae. Inga underarter finns listade i Catalogue of Life.